# Río Catlins
El Catlins es un río que fluye hacia el sureste a través de The Catlins, un área dentro de Southland, en la Isla Sur de Nueva Zelanda. Posee una longitud total de 42 kilómetros y comparte estuario con el río Owaka, desembocando en el océano Pacífico en Pounawea, a 28 kilómetros de Balclutha. 
La fuente del río se encuentra al oeste del Monte Rosebery, a quince kilómetros al suroestes de Clinton. 